# Laxmannia
Laxmannia is een geslacht uit de aspergefamilie (Asparagaceae). De soorten uit het geslacht komen voor in Australië.

## Soorten
- Laxmannia arida Keighery
- Laxmannia brachyphylla F.Muell.
- Laxmannia compacta Conran & P.I.Forst.
- Laxmannia gracilis R.Br.
- Laxmannia grandiflora Lindl.
- Laxmannia jamesii Keighery
- Laxmannia minor R.Br.
- Laxmannia morrisii Keighery
- Laxmannia omnifertilis Keighery
- Laxmannia orientalis Keighery
- Laxmannia paleacea F.Muell.
- Laxmannia ramosa Lindl.
- Laxmannia sessiliflora Decne.
- Laxmannia squarrosa Lindl.